# Федеральный закон о реституции культурных ценностей
Федеральный закон о реституции культурных ценностей регулирует отношения собственности на перемещённые культурные ценности, вывезенные советскими войсками с территории Европы во время Второй мировой войны и помещённые в хранилища различных музеев, прежде всего в музеи Москвы и Санкт-Петербурга.
Закон разрабатывался Государственной думой II созыва в условиях конфронтации между исполнительной и законодательной ветвями власти. Законодательная власть хотела защитить перемещённые культурные ценности из Европы и рассматривала их как справедливую компенсацию за уничтожение и разграбление культурных ценностей Советского союза при его оккупации нацистской Германией.
Президент России Борис Ельцин и исполнительная ветвь власти, напротив, выступали с более конструктивных позиций, ведя переговоры с Венгрией, Польшей, Нидерландами, Италией, Францией, Бельгией и Германией по поводу обмена (реституции) культурных ценностей в страны их прошлой приписки.
Конфронтация между ветвями власти коснулась фундаментальных принципов и основ российской Конституции: право частной и государственной формы собственности, право равенства свобод человека и гражданина, независимо от происхождения, национальной и языковой принадлежности, право на судебную защиту, недопустимость дискриминации иностранных граждан и лиц без гражданства.
Противостояние развивалось в правовых рамках, результатом чего стали два Постановления Конституционного суда , которые поставили финальную точку в политической борьбе Федерального собрания и Президента РФ.
Международное сообщество, однако, посчитало, что принятие данного Закона противоречит нормам международного гуманитарного права.
Федеральный закон о реституции культурных ценностей приведён в своей последней редакции от 11 июня 2021 года с комментариями .

## Международное регулирование гуманитарного права
Регулирование правового положения культурных ценностей относится к сфере международного гуманитарного права. Впервые нормы о защите культурных ценностей были включены в Гаагскую Конвенцию о законах и обычаях сухопутной войны 1899 года. На основе данной Конвенции была принята расширенная Конвенция 1907 года.
Согласно статье 27 Приложения к Конвенции 1907 года, «при осадах и бомбардировках должны быть приняты все необходимые меры к тому, чтобы щадить, насколько возможно, храмы, здания, служащие целям науки, искусства и благотворительности, исторические памятники, госпитали и места, где собраны больные и раненые, под условием, чтобы таковые здания и места не служили одновременно военным целям». В статье 56 Приложения отмечалось: «Собственность общин, учреждений церковных, благотворительных и образовательных, художественных и научных, хотя бы принадлежащих государству, приравнивается к частной собственности. Всякий преднамеренный захват, истребление или повреждение подобных учреждений, исторических памятников, произведений художественных и научных воспрещается и должен подлежать преследованию».
В апреле 1935 года по инициативе русского художника и гуманиста Николая Рериха был принят Вашингтонский договор о защите исторических памятников, музеев, учреждений, служащих целям науки и искусства в военное и мирное время. Договор получил неофициальное название «Пакта Рериха».
Он был направлен, прежде всего, на защиту недвижимого имущества, для чего Рерих предложил специальный знак охраны. Также предусматривались меры защиты национальных и иностранных культурных объектов.

«Знамя мира» — специальный знак охраны, предусмотренный Пактом Рериха, для обозначения памятников и учреждений, нуждающихся в защите.

И Гаагские Конвенции, и Вашингтонский договор предполагали неприкосновенность культурных ценностей и никакой компенсаторной реституции, введённой позже российскими законодателями, не предусматривали.
После Второй мировой войны была проведена кодификация международного гуманитарного права. В 1954 году по инициативе ЮНЕСКО в Гааге была проведена специальная международная конференция по защите культурных ценностей, в работе которой приняли участие делегации СССР, УССР и БССР. Результатом конференции стала Гаагская Конвенция 1954 года о защите культурных ценностей в случае вооруженного конфликта.
Важнейшие нормы, включенные в гаагскую Конвенцию 1954 года:
1) уважение государством культурных ценностей, вне зависимости от их расположения; запрет использования этих ценностей, сооружений для разжигания вооруженного конфликта, воздержание от какого-либо враждебного акта, направленного против этих ценностей (п. 1 ст. 4)
2) государство обязано запрещать, предупреждать и пресекать любые акты кражи, грабежа или незаконного присвоения культурных ценностей, любые акты вандализма в отношении культурных ценностей, а также любые акты реквизиции движимых культурных ценностей, расположенных на территории другой страны (п. 3 ст. 4)
3) государству запрещается уходить от обязательств по охране культурных ценностей на основании того, что противоположная сторона конфликта не исполняла меры по охране культурных ценностей ещё в мирное время (п. 5 ст. 4)

Эмблема знака культурного достояния, принятая Гаагской конвенцией 1954 года

4) оккупирующая держава обязана поддерживать усилия компетентных национальных властей оккупированной территории с целью обеспечить охрану и сохранение её культурных ценностей (п. 1 ст. 5)
5) при необходимости срочного вмешательства для сохранения культурных ценностей на оккупированной территории оккупирующая держава должна принять необходимые меры по охране этих ценностей в тесном сотрудничестве с национальными властями (п. 2 ст. 6).
Помимо перечисленных норм Гаагская конвенция установила специальную защиту в отношении культурных ценностей, имеющих особое значение (ст. 8).
Принятие СССР Гаагской конвенции 1954 года позволило передать Германской Демократической Республике бо́льшую часть перемещенных из оккупированной Германии культурных ценностей. В середине 1950-х годов в ГДР было возвращено 1 850 000 единиц культурных ценностей, среди которых были картины Дрезденской галереи.
Конвенция 1954 года была не лишена недостатков, к которым следует отнести:
1) возможность отступления государством от положений Конвенции, если другая сторона освобождается от своего обязательства, что было расценено многими как фактическое допущение репрессалий в отношении культурных ценностей (п. 1 ст. 11)
2) допустимость снятия иммунитета культурной ценности, находящейся под специальной защитой, в исключительных случаях при военной необходимости. Определение «военной необходимости» возлагалось на командира дивизии или более высоких военачальников (п. 2 ст. 11).
В марте 1999 года был принят Второй протокол к Гаагской конвенции 1954 года. Протокол ввел новые нормы по защите культурных ценностей в условиях вооруженного конфликта:
1) запрет и предупреждение любого незаконного вывоза с оккупированной территории, иное изъятие или передача права собственности на культурные ценности (ст. 9)
2) создание целевого Фонда для защиты культурных ценностей в случае вооруженного конфликта с целью оказания финансовой и иной помощи по защите ценностей с немедленным их возвращением после окончания военных действий (ст. 29)
3) введение уголовной ответственности за международные преступления в отношении культурных ценностей (ст.ст. 15—27).
Ни один из действовавших международных актов не предусматривал ответственность в виде компенсаторной реституции в отношении культурных ценностей. Это понятие было введено в российское законодательство данным Законом, который касается перемещённых культурных ценностей, вывезенных с территории Западной Европы во время Второй мировой войны.
Федеральное собрание Российской Федерации при принятии закона о реституции пользовалось скорее не международными правовыми нормами, а принципом римского права Ex aequo et bono.
Марк Богуславский считал, что германские культурные ценности были вывезены на законном основании. Законность вывоза обосновывается приказом Сталина И.В. — Верховного главнокомандующего вооружёнными силами СССР. Цель вывоза — пополнение советских музейных фондов после их разграбления.
Была и противоположная точка зрения — никакой приказ не может легитимировать беззаконные действия. Ценности из СССР вывозились по приказу высшего руководства Германии, что никак не приуменьшает грабительский характер действия. Цель вывоза из Германии достигнута не была: ни в какие музеи, разграбленные фашистами, эти ценности не попали. Они были помещены в специальные закрытые фонды хранения музеев Москвы и Эрмитажа.

## Переговоры России с европейскими странами до принятия закона

### Российско—венгерские переговоры

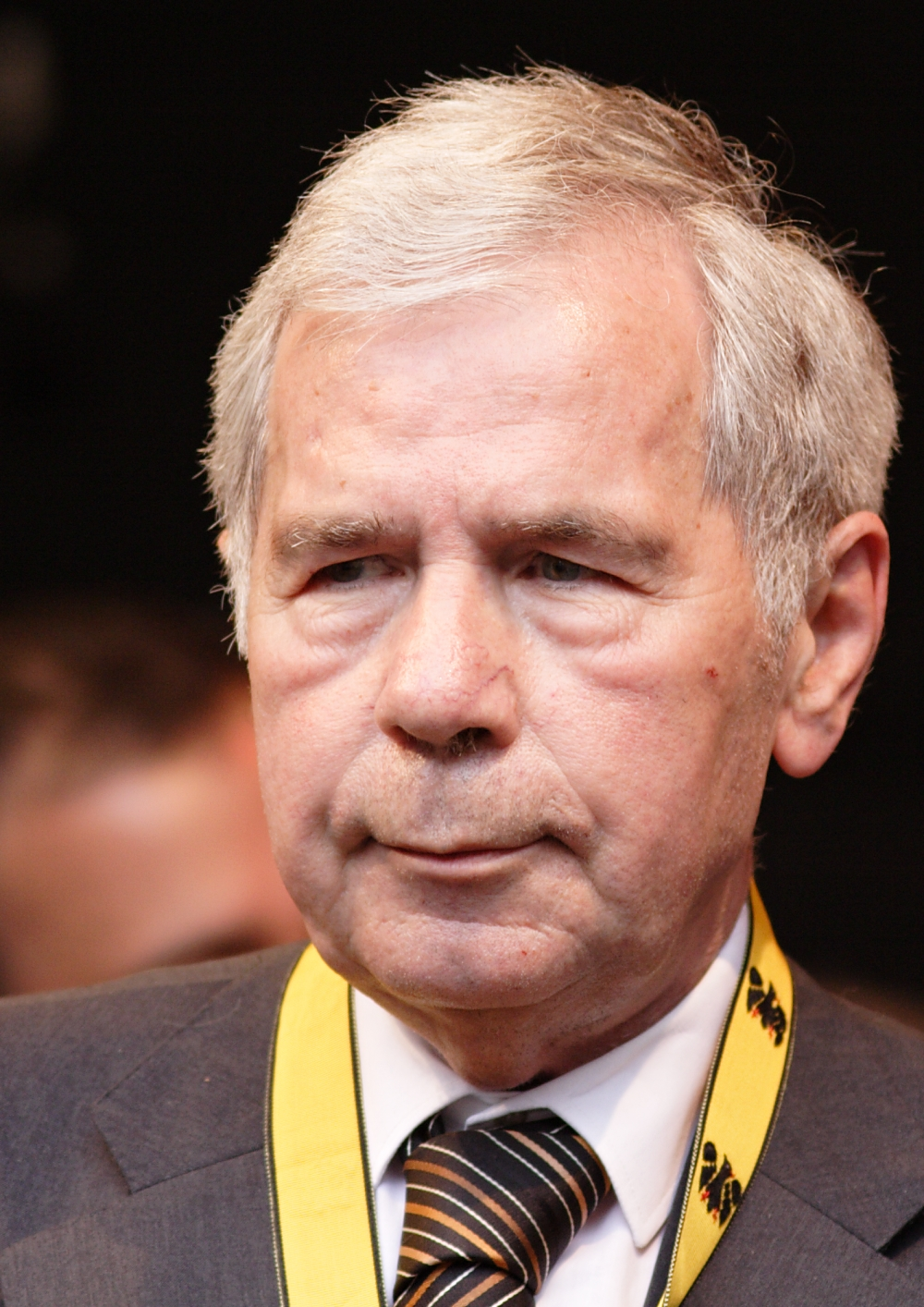
Дьюла Хорн, Премьер-министр Венгрии в 1994―1998 годах

В 1991 году Венгрия обратилась к российским представителям с просьбой о возвращении культурных ценностей, вывезенных во время или после Второй мировой войны. Венгерская сторона составила список из 4 тысяч произведений искусства и предметов культуры (стоимостью около 9,9 млн евро по состоянию на 2023 год). Российская сторона рассматривала данные произведения искусства как часть репарации в сумме 300 млн долларов, которые СССР потребовал от Венгрии по окончании войны. Соглашение о сотрудничестве в этой сфере было подписано 11 ноября 1992 года в рамках поездки Ельцина Бориса Николаевича в Будапешт. Тогда же были переданы две трофейные картины «в порядке реституции», однако по мирному договору 1947 года Венгрия как страна-агрессор лишалась права на имущественные претензии к СССР, и, соответственно, к её правопреемнице России. В декабре 1992 года МИД Венгрии направил ноту с перечнем культурных ценностей, архивных и других документов в качестве реституционных претензий венгерской стороны (всего около 50 тыс. позиций).
Во время официального визита в Москву в марте 1995 года премьер-министр Венгрии Дьюла Хорн активно поднимал вопрос о реституции. По итогам переговоров были запланированы и реализовались четыре заседания российско-венгерской рабочей группы по урегулированию реституционных претензий.
В ходе переговоров венгерская сторона выражала желание на возвращение коллекции старинных книг Шарошпатакской церковной библиотеки, архивных кинолент, книг из частных библиотек, как жест доброй воли, а также на уточнение списка музейных ценностей венгерского происхождения, находящихся в реставрационном центре имени И. Э. Грабаря.

По итогам переговоров в Москве 1—3 апреля 1997 года министр культуры и образования Венгрии Б. Мадьяр позитивно отозвался о результатах работы двусторонней рабочей группы и подтвердил готовность рассмотреть встречный список, который российская сторона обещала представить до конца 1997 года.
В ходе конструктивных российско-венгерских переговоров, на основе Закона о реституции, был принят специальный закон о передаче книг из Шарошпатакской библиотеки (№ 22-ФЗ), находящихся на хранении до февраля 2006 года в Нижегородской областной научной библиотеке.

### Российско—польские переговоры

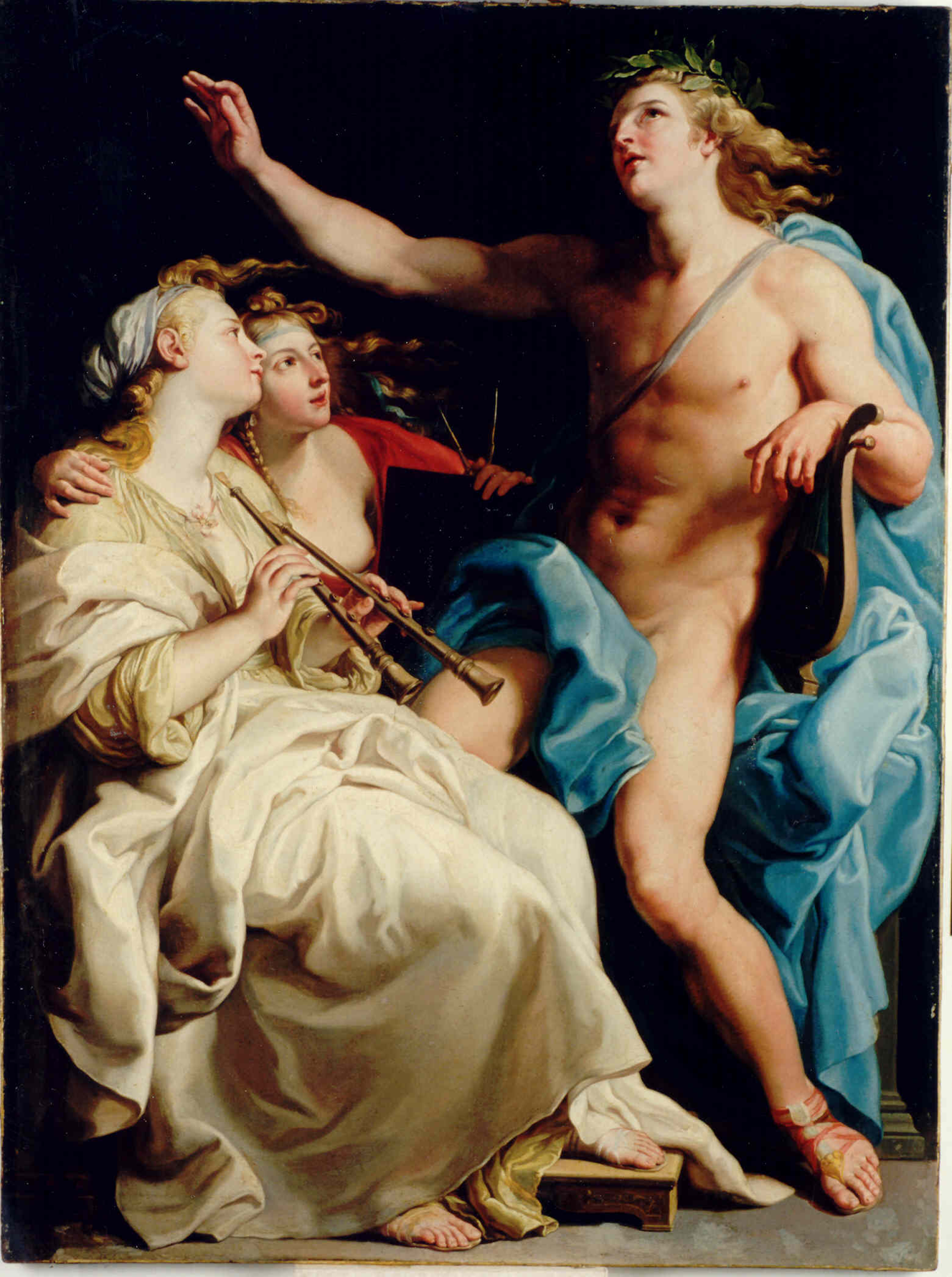
«Аполлон и две музы» Помпео Батони

В ходе переговоров стороны обменивались информацией по выявлению культурных ценностей, перемещённых на территорию другого государства. Российская сторона информировала о месте хранения на территории России голуховских ваз, рисунков и графики из гданьской коллекции. Российско-польская комиссия сочла обоснованными взаимные претензии на картину Помпео Батони «Аполлон и две музы», хранящаяся в музее-заповеднике «Павловск» и на картину «Вид Монрепо» из коллекции Гатчинского дворца, находящейся в национальном музее Вроцлава.

### Российско—нидерландские переговоры
Голландский промышленник и банкир Ф. Кенигс собрал коллекцию рисунков художников европейских школ XV—XIX вв. Накануне второй мировой войны коллекцию выкупил роттердамский бизнесмен ван Бенинген, которая была помещена на хранение в музей «Бойманс». В декабре 1940 года, когда Нидерланды были оккупированы Германией, около 500 рисунков из коллекции были куплены немцами и вывезены в Германию. В 1945 году коллекция попала в Москву в качестве военного трофея. Голландцы на основании юридических норм о недействительности любых договоров, совершённых на территории, оккупированной Германией, поставили вопрос о возвращении рисунков в Нидерланды. В 1992 году Россия признала проблему и в 1993 году совместно с нидерландской стороной создало рабочую группу, результатом которой в 1995 и 1996 годах стали совместные выставки рисунков Кенигса из хранилищ музея имени А. С. Пушкина и роттердамского музея.

### Российско—итальянские переговоры

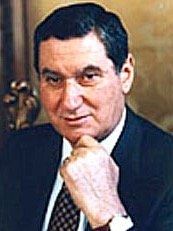
Председатель Сената Италии в 1996—2001 годах Никола Манчино

Впервые вопрос о перемещённых культурных ценностях поднял председатель Сената Италии Никола Манчино во время своего официального визита в сентябре 1997 года в Москву. Итальянская сторона исходила из того, что во время Второй мировой войны много произведений искусства было вывезено немцами из Италии. Некоторые из них могли попасть в СССР. Российская сторона отметила, что вопрос о реституции культурных ценностей был урегулирован в мирном договоре с Италией от 1947 года.

### Российско—французские переговоры
После окончания войны в СССР были вывезены из Чехословакии французские архивы, которые попали туда вместе с оккупационными войсками из Германии. Хранение архивов в СССР противоречило нормам Гаагской конвенции 1907 года о неотчуждаемости архивных данных. Кроме того, архивные данные не могли признаваться в качестве военных трофеев, поскольку Франция в годы войны выступала как союзник по антигитлеровской коалиции.
Росархив начал плотное сотрудничество с французской стороной, но в апреле 1995 года Государственной думой России было принято решение о моратории на передачу культурных ценностей. Росархив был вынужден приостановить возвращение документов французской стороне.

### Российско—бельгийские переговоры

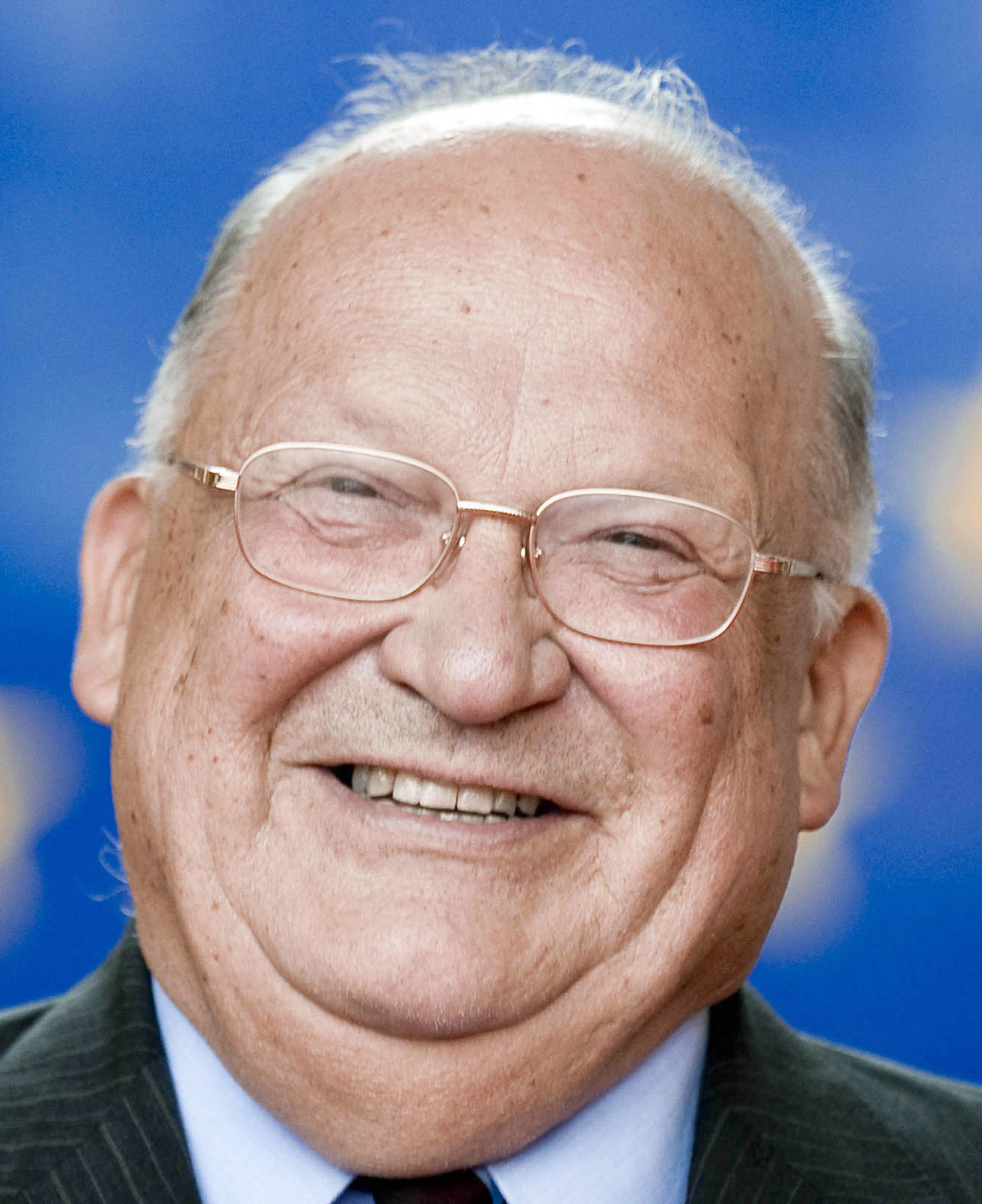
Премьер-министр Бельгии в 1992—1999 годах Жан-Люк Дехане

После Второй мировой войны в России оказалось 35 фондов архивных бельгийских документов объёмом более чем 20 тысяч дел. Российская сторона согласилась на реституцию архивов, но с учётом соблюдения взаимных интересов. В Правительстве России и в Администрации Президента посчитали, что подписание соглашения о выявлении и возвращении архивов преждевременно, сославшись на отсутствие правовой базы для этого.
В октябре 1994 года премьер-министр Бельгии Жан-Люк Деха́не направил на имя В. С. Черномырдина послание по данному вопросу. На Будапештской встрече в верхах стран—участниц СБСЕ 5—6 декабря 1996 года министр иностранных дел Бельгии Ванденбрук, Франк в беседе с А. В. Козыревым вновь затронул проблему возвращения архивов. В декабре 1994 года российской стороной был направлен ответ на послание Жака-Люка Дехане, в котором подтверждается, что отсутствие в РФ необходимого законодательства не позволяет пока решить этот вопрос.

### Российско—германские переговоры
Во время войны немцы начали активно вывозить из СССР культурные ценности в город Линц, где шло строительство нацистского музея трофейных ценностей, собранных со всего мира.
За годы оккупации в СССР было разграблено более 400 музеев, в России — 173. Более 269 тысяч экспонатов было вывезено или уничтожено нацистским режимом из 15 самых крупных музеев страны. В общем итоге было похищено 565 тысяч экспонатов. Полностью были вывезены художественные собрания музеев Смоленска, Краснодара, Пятигорска, Алупки, Ростова, Бахчисарая, Симферополя, Сталинграда. Более 4 тысяч экспонатов было вывезено либо уничтожено из Смоленского государственного музея-заповедника. Были сожжены музеи мирового значения — Ясная Поляна, Бородино, Поганкины Палаты в Пскове, Путевой дворец в Твери (бывший Калинин). Уничтожено 43 тысячи библиотек и более 100 млн книг, разрушено 334 высших учебных заведения, уничтожено 605 научных учреждений вместе с библиотеками, из которых вывезены историко-архивные материалы, старинные рукописи XIV, XV, XVI веков. Ущерб, причиненный государственному фонду, составил свыше 87 млн архивных дел. Дворцовые комплексы Ленинграда также подвергались разорению. В 1941 году немцы вывезли из Большого дворца, дворцов Марли, Монплезир, Коттедж в Петродворце в Германию 34 тысячи музейных экспонатов. В Пушкине были полностью разграблены Екатерининский и Александровский дворцы и похищено все их убранство — паркеты, плафоны, мебель, собрания картин, гобелены, книги из дворцовых библиотек, коллекция икон Петра I, насчитывающая 650 экспонатов, собрания фарфора Екатерины II.

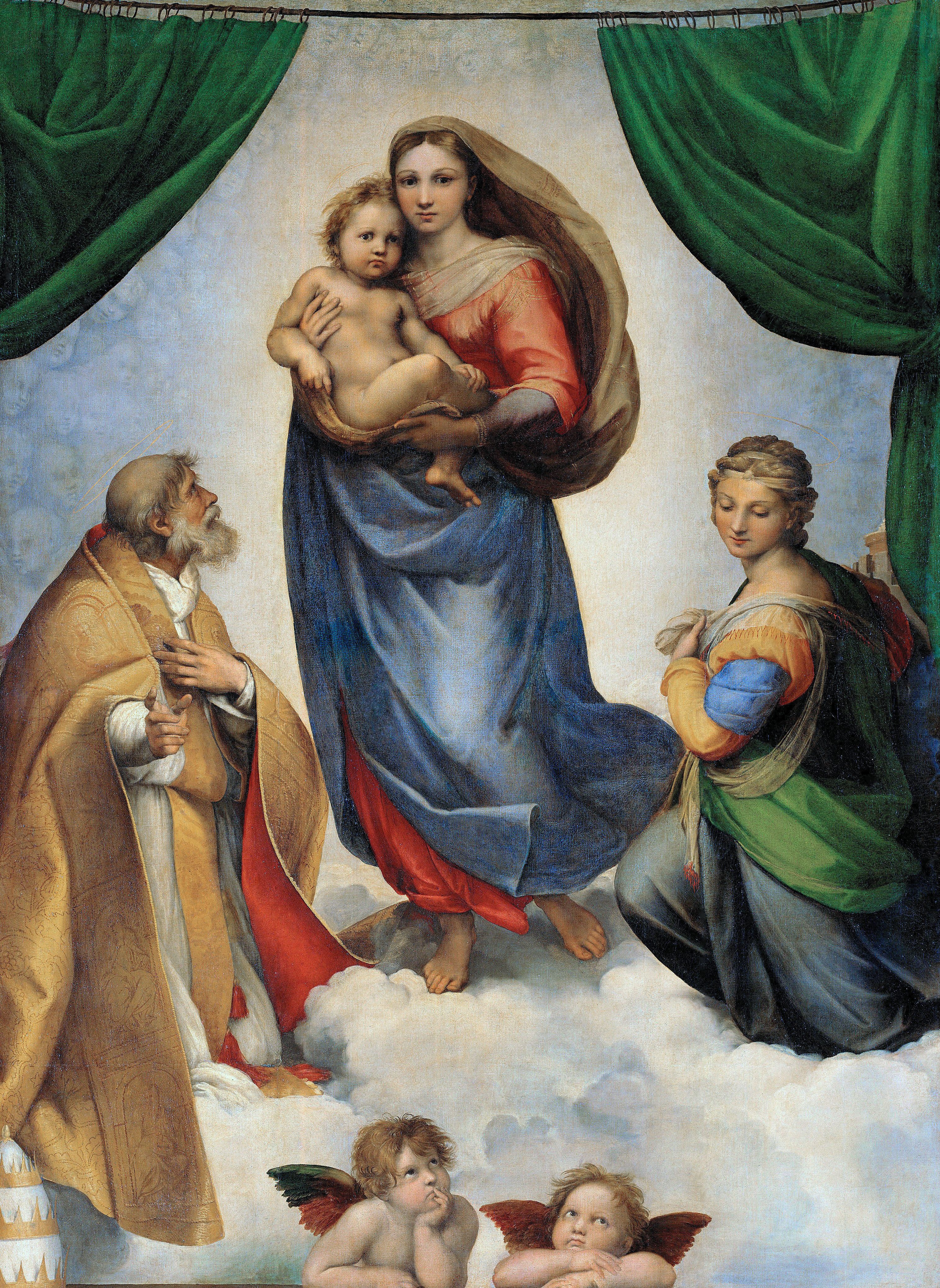
«Сикстинская мадонна» Рафаэля

Была похищена Янтарная комната XVIII века, вывезено все внутреннее убранство Павловского дворца, разрушен Псковско-Печорский монастырь. В Новгороде было похищено уникальное собрание икон. Самые знаменитые из них — икона «Покров» из Яковлевского собора (упоминается в летописи 1208 года), икона «Гурий, Самсон и Авива» (упоминается в летописи 1410 года), икона «Покров» из церкви Анастасии у Софийского собора (упоминается в летописи 1418 года), икона «Сергий Радонежский» из собора в Кремле (около 1463 года), икона «Князь Владимир, Борис и Глеб» 1545 года, икона «Казанская богоматерь» из Софийского собора 1656 года — всего 96 икон XII—XVI веков.
В Германию вывезли сотни художественных полотен, находившихся в российских музеях: картины Рембрандта, Тициана, Караваджо, Мурильо, Рубенса, Делакруа, Айвазовского, Репина, Левитана, Тропинина, Кипренского и многих других художников.

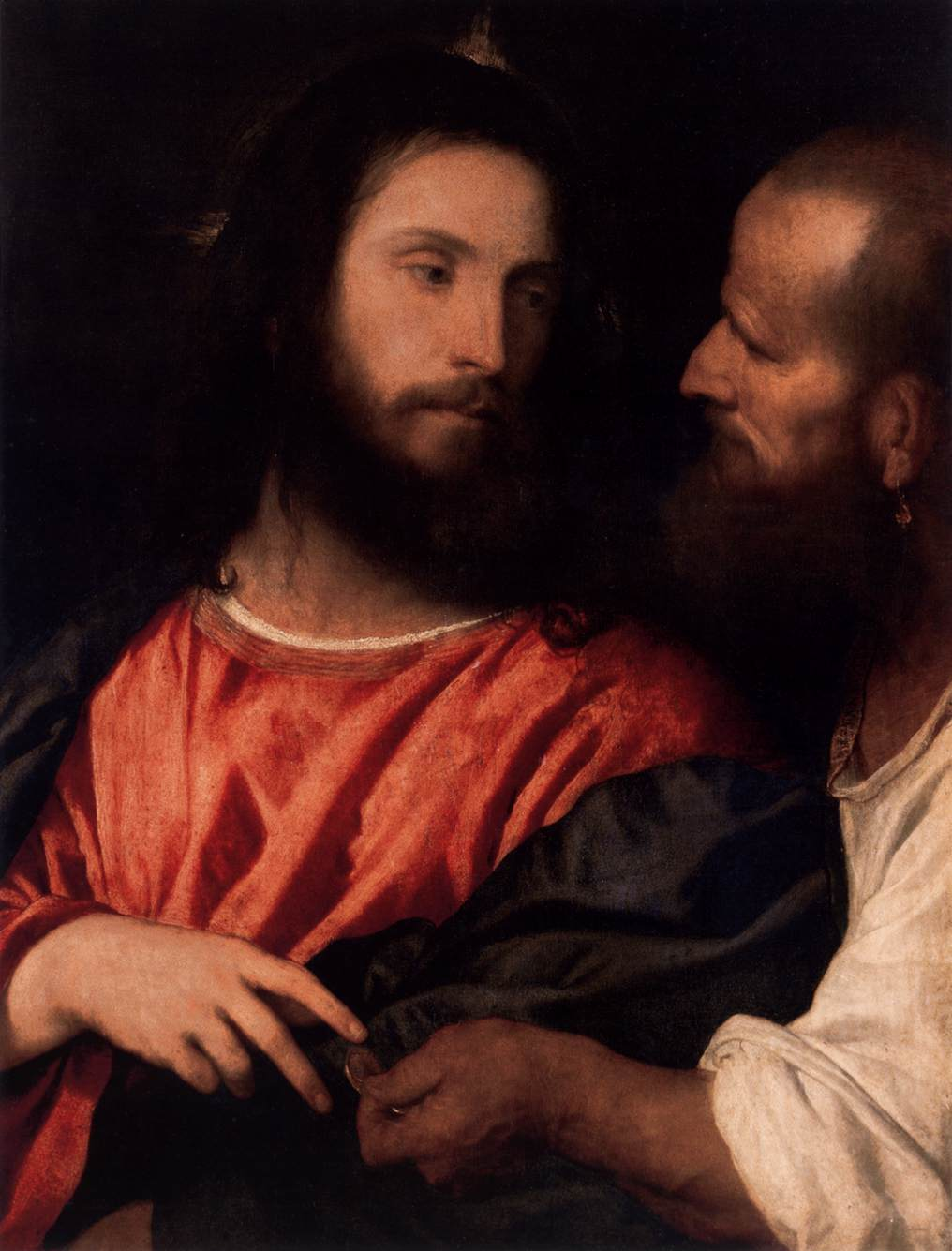
«Динарий Кесаря» Тициана

В ходе Нюрнбергского процесса советская сторона предоставила 39 томов, в которых был подсчитан совокупный материальный и культурный ущерб народам СССР. По 21 статье Нюрнбергского трибунала претензии со стороны СССР принимались без дополнительных доказательств.
Реституция германских ценностей началась в 1949 году, когда советская сторона передала архивы ганзейских городов Гамбурга, Любека и Бремена в обмен на архивы Калининградской области и города Таллина. Передача началась в июле 1952 года, а закончилась в конце 1980-х. Всего было передано почти 75 тысяч архивных единиц хранения.
В марте 1955 года Совет министров СССР по решению Никиты Хрущева объявил о возвращении Германской Демократической Республике Галереи старых мастеров в Дрездене. В её составе были 1 тысяча 240 картин, в том числе «Сикстинская мадонна» Рафаэля, «Динарий кесаря» Тициана, полотна Дюрера, Рубенса, Рембрандта и других художников. С 1958 по 1960 годы германской стороне возвращено 1,5 миллиона предметов, 121 ящик книг, звуковые архивы и музыкальные записи, более 3 миллионов архивных дел. Самым значительным перемещением этого периода считается «Зелёный свод» в Дрездене.

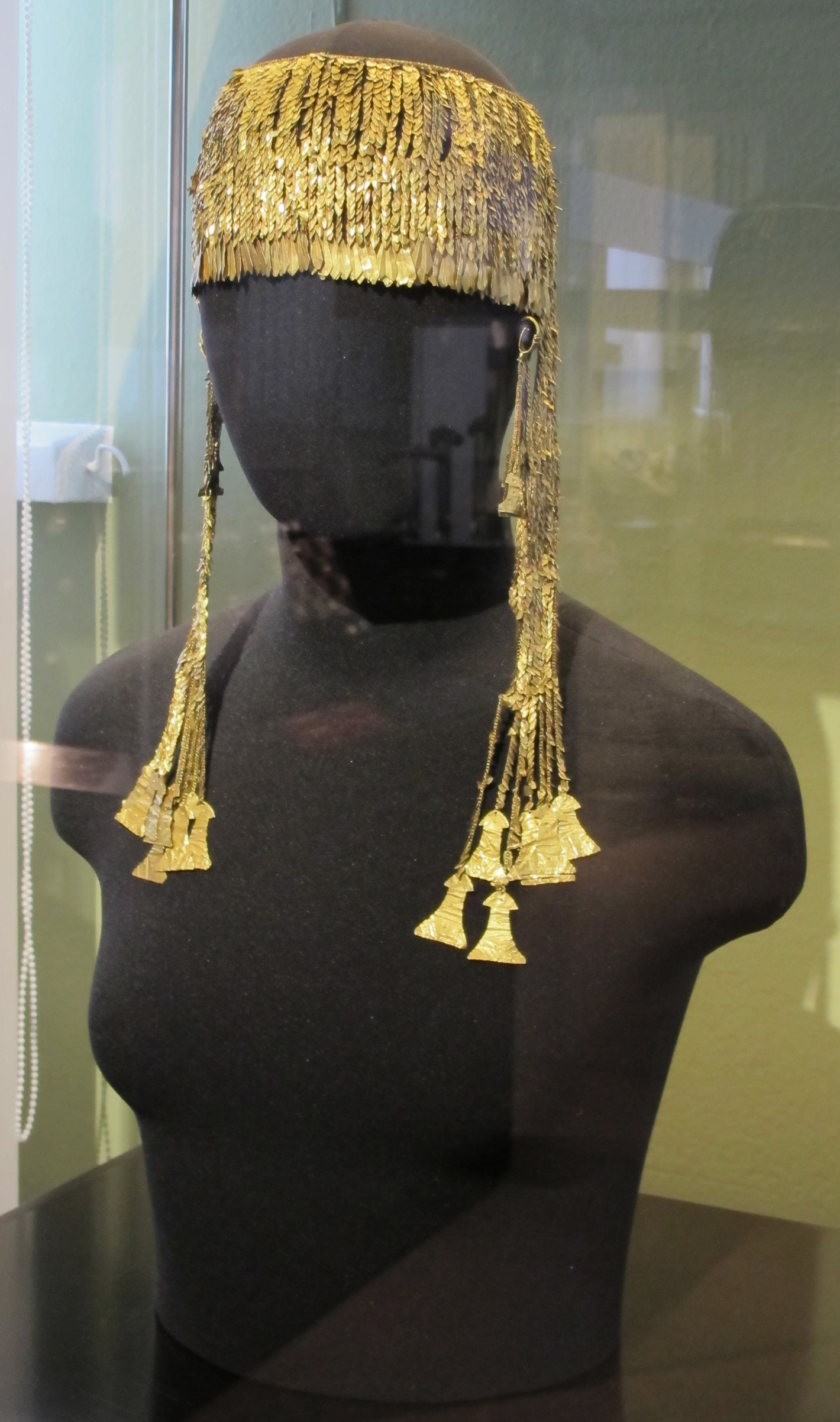
Золотая диадема из клада Приама

В 1993 году в Германию была передана коллекция Готской библиотеки (29 818 единиц), а также архивные материалы из госархивов СССР и Министерства иностранных дел СССР (214 924 дела), а также 800 623 произведения искусства, которые хранились в Эрмитаже, в том числе рельефы Пергамского алтаря, древние египетские папирусы и европейская живопись. Из музея изобразительных искусств им. А. С. Пушкина в Германию отправили 354 271 произведение искусства, в том числе картины, рисунки, монеты и предметы античности.

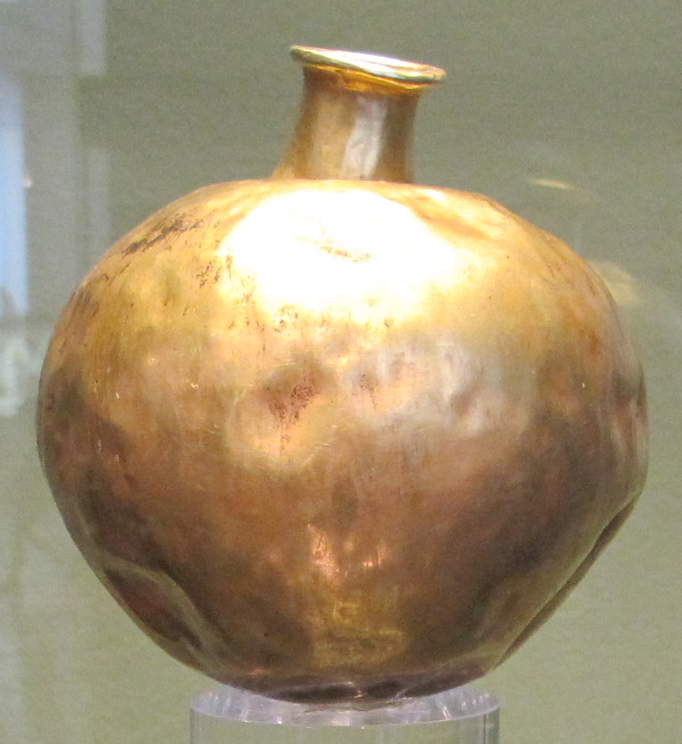
Шаровидная бутылка из клада Приама, золото

Германская сторона на запрос о возвращении российских культурных ценностей отвечала, что она не в состоянии возвратить коллекции, поскольку они находятся в частных руках и, в большинстве своём, вне территории ФРГ. В Договоре о добрососедстве, партнёрстве и сотрудничестве между СССР и ФРГ стороны обязались возвращать законным обладателям культурные ценности, оказавшиеся на их территории или незаконно вывезенные из страны (ввезённые в страну). Основным камнем преткновения является отсутствие общего подхода к юридическим аспектам перемещения культурных ценностей.
В ФРГ считают одинаково незаконным вывоз культурных ценностей немецким оккупационным режимом из СССР и советскими властями из Германии после её капитуляции. СССР как страна-победитель, по мнению властей ФРГ, вернул свои уцелевшие культурные ценности. В СССР было возвращено 534 120 предметов.
Германия отвергла также принцип компенсации за ущерб, так как по германскому законодательству «компенсация» и «репарация» рассматриваются как аналогичные понятия. В 1953 году СССР официально отказался от репарационных претензий к Германии.
Резко негативную реакцию у властей Германии вызвал принятый закон «О культурных ценностях, перемещенных в СССР в результате второй мировой войны и находящихся на территории Российской Федерации». С точки зрения германской стороны этот закон закрывает пути для справедливого решения проблемы перемещённых культурных ценностей.
Прежде всего речь идёт о Золоте Трои. Античные ценности были переданы профессором Вильгельмом Унферцагтом в Берлине в августе 1945 года в руки советской комендатуры под угрозой разграбления и порчи сокровищ Приама. После этого акта передачи о золоте Шлимана не было известно ничего на протяжении 50 лет. Советская сторона отрицала свою причастность к хранению клада Приама. Российский Президент Борис Ельцин, наконец, признал факт наличия золота Трои, хранящийся все эти годы в специальной кладовой-сейфе Пушкинского музея в Москве. В 1996 году в Москве состоялась экспозиция троянских ценностей, но вопрос о реституции наследия Шлимана в Германию уже не стоял на повестке дня, прежде всего из-за разработки Закона о реституции культурных ценностей.

## Процедура принятия закона
Условные обозначения:
335 — количество голосов «За»

2 — количество голосов «Против»

32 — количество депутатов Государственной думы или сенаторов Российской Федерации, воздержавшихся от голосования
| №  | Процедура принятия закона | ГД                                                                                      | СФ                                                                                | Президент РФ                         | Конституционный суд РФ                                                                 | Документ № |
| -- | --- | --------------------------------------------------------------------------------------- | --------------------------------------------------------------------------------- | ------------------------------------ | -------------------------------------------------------------------------------------- | --- |
| 1  | Принятие Государственной думой Федерального закона «О культурных ценностях, перемещённых в Союз ССР в результате Второй мировой войны и находящихся на территории Российской Федерации»                                              | 300 0 2                                                                                 |                                                                                   |                                      |                                                                                        | закон принят Постановление Государственной думы № 519-II от 5 июля 1996 года |
| 2  | Рассмотрение Советом Федерации Закона о реституции культурных ценностей |                                                                                         | 44 62 16 Вето Совета Федерации                                                    |                                      |                                                                                        | закон отклонён Постановление Совета Федерации № 285-СФ от 17 июля 1996 года |
| 3  | Согласительная комиссия между Государственной думой и Советом Федерации по поводу отклонения Закона о реституции. | Решение комиссии от Государственной думы о включении поправок в Федеральный закон 3 1 0 | Решение комиссии от Совета Федерации о включении поправок в Федеральный закон 4 0 |                                      |                                                                                        | закон согласован палатами Федерального собрания Российской Федерации (для повторного рассмотрения) |
| 4  | Повторное голосование Государственной думы с учётом замечаний Согласительной комиссии по закону «О культурных ценностях, перемещённых в Союз ССР в результате Второй мировой войны и находящихся на территории Российской Федерации» | 291 1 4                                                                                 |                                                                                   |                                      |                                                                                        | закон принят в редакции Согласительной комиссии Постановление Государственной думы от 5 февраля 1997 года |
| 5  | Повторное рассмотрение Советом Федерации закона «О культурных ценностях, перемещённых в Союз ССР в результате Второй мировой войны и находящихся на территории Российской Федерации»                                                 |                                                                                         | 115 1 0                                                                           |                                      |                                                                                        | закон одобрен в редакции Согласительной комиссии Постановление Совета Федерации № 64-СФ от 5 марта 1997 года |
| 6  | Прохождение Закона о реституции у Президента Российской Федерации |                                                                                         |                                                                                   | Вето Президента Российской Федерации |                                                                                        | закон отклонён, письмо Федеральному собранию от 17 марта 1997 года |
| 7  | Возвращение в Государственную думу (в Комитет по культуре) Закона, заветированного Президентом России | 23 марта 1997 года                                                                      |                                                                                   |                                      |                                                                                        | |
| 8  | Преодоление вето Президента РФ Государственной Думой на закон «О культурных ценностях, перемещённых в Союз ССР в результате Второй мировой войны и находящихся на территории Российской Федерации»                                   | 308 15 8 Вето Президента преодолено                                                     |                                                                                   |                                      |                                                                                        | закон в первоначальной редакции принят повторно Постановление Государственной думы от 4 апреля 1997 года |
| 9  | Преодоление вето Президента РФ Советом Федерации на закон «О культурных ценностях, перемещённых в Союз ССР в результате Второй мировой войны и находящихся на территории Российской Федерации»                                       |                                                                                         | 141 14 Вето Президента преодолено                                                 |                                      |                                                                                        | закон в первоначальной редакции одобрен повторно Постановление Совета Федерации № 137-СФ от 14 мая 1997 года |
| 10 | Закон о реституции возвращён Президентом РФ в Государственную думу без рассмотрения | 21 мая 1997 года                                                                        |                                                                                   |                                      |                                                                                        | |
| 11 | Совет Федерации РФ принимает решение о повторном направлении Президенту РФ Федерального закона о реституции |                                                                                         |                                                                                   |                                      |                                                                                        | Постановление Совета Федерации № 182-СФ от 10 июня 1997 года |
| 12 | Государственная дума принимает заявление о недопустимости нарушения Конституции Российской Федерации из-за отказа от подписания Закона о реституции культурных ценностей                                                             |                                                                                         |                                                                                   |                                      |                                                                                        | Постановление Государственной думы № 1530-II ГД от 13 июня 1997 года |
| 13 | Закон о реституции культурных ценностей повторно возвращён в Государственную думу Президентом РФ | 24 июня 1997 года                                                                       |                                                                                   |                                      |                                                                                        | |
| 14 | Федеральное собрание Российской Федерации обращается в Конституционный суд для урегулирования противоречий между ним и Президентом РФ                                                                                                |                                                                                         |                                                                                   |                                      |                                                                                        | |
| 15 | Конституционный суд обязывает Президента РФ подписать закон «О культурных ценностях, перемещённых в Союз ССР в результате Второй мировой войны и находящихся на территории Российской Федерации»                                     |                                                                                         |                                                                                   |                                      | Постановление Конституционного суда Российской Федерации от 6 апреля 1998 года, № 11-П | |
| 16 | Президент Российской Федерации подписывает закон «О культурных ценностях, перемещённых в Союз ССР в результате Второй мировой войны и находящихся на территории Российской Федерации»                                                |                                                                                         |                                                                                   | 15 апреля 1998 года                  |                                                                                        | Федеральный закон «О культурных ценностях, перемещённых в Союз ССР в результате Второй мировой войны и находящихся на территории Российской Федерации» от 15 апреля 1998 года, № 64-ФЗ                                  |
| 17 | Конституционный суд признал несоответствующим Конституции РФ ряд положений закона «О культурных ценностях, перемещённых в Союз ССР в результате Второй мировой войны и находящихся на территории Российской Федерации»               |                                                                                         |                                                                                   |                                      | Постановление Конституционного суда Российской Федерации от 20 июля 1999 года, № 12-П  | |
| 18 | Вступили в силу поправки к Закону о реституции культурных ценностей в исполнении решения Конституционного суда РФ № 12-П от 20 июля 1999 года                                                                                        | 355 0                                                                                   | закон направлен Президенту без рассмотрения Советом Федерации                     | 25 мая 2000 года                     | Закон приведён в соответствии с Конституцией РФ                                        | О внесении изменений и дополнений в Федеральный закон «О культурных ценностях, перемещенных в Союз ССР в результате Второй мировой войны и находящихся на территории Российской Федерации» от 25 мая 2000 года, № 70-ФЗ |

## ПостановленияКонституционного суда Российской Федерации

### Постановление Конституционного суда РФ от 6 апреля 1998 года, № 11-П[29]
Обращение Федерального собрания в Конституционный суд касалось неопределённости, обязан ли подписать Президент РФ Федеральный закон о реституции перемещённых ценностей, если за него проголосовали обе палаты Федерального собрания конституционным (квалифицированным) большинством.
В составе Конституционного суда председательствовал Данилов Ю. М., присутствовали судьи Аметистов Э. М., Баглай М. В., Ведерников Н. Т., Зорькин В. Д., Стрекозов В. Г. и Хохрякова О. С.
От Государственной думы РФ были делегированы депутат первого созыва Исаков В. Б. и доктор юридических наук Усенко Е. Т., от Совета Федерации — Шарце М. Г., от Президента России — Шахрай С. М.
Президент Российской Федерации посчитал, что при повторном рассмотрении отклонённого им закона была нарушена конституционная процедура и, следовательно, преодоление вето на закон «О культурных ценностях, перемещённых в Союз ССР в результате Второй мировой войны и находящихся на территории Российской Федерации» не имеет юридической силы.
Он сослался на Постановление Конституционного суда РФ от 22 апреля 1996 года, № 10-П, которое устанавливает право Президента РФ возвратить законопроект в соответствующую палату Федерального собрания без подписания, если нарушена конституционная процедура его принятия. Речь шла о следующих нарушениях: отсутствие некоторых депутатов на голосовании о преодолении вето, которые значились, как проголосовавшие; использование опросных листов в Совете Федерации для голосования, в результате чего само голосование длилось не один день. Президент РФ сослался на нарушение норм Регламента Государственной думы и Совета Федерации.
Государственная дума и Совет Федерации посчитали, что ссылки Президента РФ на Постановление от 22 апреля 1996 года неправомерны и что он уклоняется от конституционной нормы (пункт 3, статьи 107) подписать данный закон.
Между тем, судьи Конституционного суда отклонили претензию Президента РФ на нарушение Регламентов палат парламента, указав, что оценка исполнения данных актов не входит в компетенцию главы государства, оставив данное право за Конституционным судом России. В то же время коллегия судей отказалась от оценки Регламентов Государственной думы и Совета Федерации, поскольку закон «О Конституционном суде Российской Федерации» не позволяет выносить решения без конкретного запроса о проверке конституционности отдельных положений, в том числе и выполнение регламентных норм. Фактически Конституционный суд оставил безусловное право Президенту РФ обратиться к коллегии судей с просьбой проверить конкретные статьи на конституционность Российской Федерации ещё раз, чем он и воспользовался.
Конституционный суд нашёл опасным прецедент блокировки законодательного процесса и, на основании пункта 3 статьи 107 Конституции Российской Федерации, обязал Президента РФ подписать закон о реституции перемещённых культурных ценностей. 15 апреля 1998 года закон о реституции был утверждён подписью Президента РФ Ельцина Б. Н..

### Постановление Конституционного суда РФ от 20 июня 1999 года, № 12-П[30]
Президент Российской Федерации Ельцин Б. Н. обратился в Конституционный суд с просьбой проверить на конституционность закон о реституции, его статей 3, 5, 6, 7, 8, 9, 10, 16, 18, а также в целом по порядку принятия Государственной думой и Советом Федерации.
В составе Конституционного суда председательствовал Зорькин В. Д., присутствовали судьи Конституционного суда Баглай М. В., Ведерников Н. Т., Данилов Ю. М., Жаркова Л. М., Жилин Г. А., Стрекозов В. Г. и Хохрякова О. С.
Первоначальный текст закона о реституции размещён на сайте «Ельцин-центра». Конституционный суд РФ признал, что ряд положений закона о реституции не соответствует Конституции Российской Федерации (см. Таблицу) и обязал депутатов Государственной думы устранить противоречия с основным законом. 25 мая 2000 года поправки к закону о реституции вступили в силу, положения статей 3, 5, 6, 8, 9, 10 и 18 были изменены.
Нормы Закона о реституции:
- соответствуют Конституции РФ (+)
- не соответствуют Конституции РФ (―)
- Конституционный суд РФ воздержался от оценки конституционности (~)

| №  | Норма закона | Первоначальная редакция | Соответствие Конституции РФ | Норма Конституции РФ, противоречащая Закону о реституции | Новая редакция (от 20 мая 2000 года, № 70-ФЗ) |
| -- | --- | --- | --------------------------- | --- | --- |
| 1  | статьи 3, 5, 6 (собственность бывших неприятельских государств) статьи 3, 5, 6 (собственность заинтересованных государств) статьи 3, 5, 6 (безхозяйная собственность) | Статья 3. Действие настоящего Федерального закона в отношении фактического владения культурными ценностями, перемещёнными в Союз ССР в результате Второй мировой войны и находящимися на территории Российской Федерации Настоящий Федеральный закон действует в отношении всех культурных ценностей, перемещённых в Союз ССР в результате Второй мировой войны и находящихся на территории Российской Федерации, независимо от того, в чьём фактическом владении они находятся, а также от обстоятельств возникновения такого фактического владения. Статья 5. Состав перемещённых культурных ценностей В состав перемещённых культурных ценностей с точки зрения их бывшей государственной принадлежности входят: - культурные ценности, являвшиеся собственностью бывших неприятельских государств; - культурные ценности, являвшиеся в значении, указанном в статье 4 настоящего Федерального закона, собственностью заинтересованных государств, утративших право собственности на эти культурные ценности вследствие незаявления требования об их реституции в сроки, которые установлены правовыми актами, указанными в статье 8 настоящего Федерального закона; - культурные ценности, государственная принадлежность которых не установлена (бесхозяйные вещи). Статья 6. О праве собственности Российской Федерации на перемещённые культурные ценности Все перемещённые культурные ценности, ввезённые в Союз ССР в осуществление его права на компенсаторную реституцию и находящиеся на территории Российской Федерации, за исключениями, предусмотренными статьями 7 и 8 , являются достоянием Российской Федерации и находятся в федеральной собственности. | + ―                         | статья 8 (часть 2) статья 35 статья 55 (часть 3) статья 62 (часть 3) статья 8 (часть 2), статья 35, статья 55 (часть 3) и 62 (часть 3) | Статья 3. Действие настоящего Федерального закона в отношении фактического владения культурными ценностями, перемещёнными в Союз ССР в результате Второй мировой войны и находящимися на территории Российской Федерации Настоящий Федеральный закон действует в отношении перемещённых культурных ценностей, определённых в статье 4 настоящего Федерального закона, независимо от того, в чьём фактическом владении они находятся. Статья 5. Состав перемещённых культурных ценностей В состав перемещённых культурных ценностей с точки зрения их бывшей государственной принадлежности входят культурные ценности, являвшиеся в значении, указанном в статье 4 настоящего Федерального закона, собственностью бывших неприятельских государств. Статья 6. О праве собственности Российской Федерации на перемещённые культурные ценности 1. Все перемещённые культурные ценности, ввезённые в Союз ССР в осуществление его права на компенсаторную реституцию и находящиеся на территории Российской Федерации, за исключениями, предусмотренными статьями 7 и 8 настоящего Федерального закона, являются достоянием Российской Федерации и находятся в федеральной собственности. 2. Право федеральной собственности не распространяется на конкретные культурные ценности из числа перемещённых, перешедшие на законных основаниях в собственность российских физических и юридических лиц, субъектов Российской Федерации, муниципальных образований, общественных и иных организаций и объединений. |
| 2  | статья 7 (пункт 1) | Статья 7. О гарантиях права собственности Республики Белоруссия, Латвийской Республики, Литовской Республики, Республики Молдова, Украины и Эстонской Республики на перемещённые культурные ценности 1. Положения статьи 6 настоящего Федерального закона не затрагивают право собственности Республики Белоруссия, Латвийской Республики, Литовской Республики, Республики Молдова, Украины и Эстонской Республики на предметы культуры, которые могли оказаться в составе перемещённых культурных ценностей, но были разграблены и вывезены в период Второй мировой войны Германией и (или) её военными союзниками не с территории РСФСР, а с территорий Белорусской ССР, Латвийской ССР, Литовской ССР, Молдавской ССР, Украинской ССР и Эстонской ССР и составляли национальное достояние указанных, а не других союзных республик, входивших в состав Союза ССР в границах на 1 февраля 1950 года. | +                           | | |
| 3  | Статья 8 (подпункт 1) | Статья 8 Перемещённые культурные ценности, не подпадающие под действие статей 6 и 7 настоящего Федерального закона Под действие статей 6 и 7 настоящего Федерального закона не подпадают следующие перемещённые ценности: 1) культурные ценности, в отношении которых заинтересованное государство представит доказательство того, что оно заявило требование об их реституции до истечения сроков, указанных следующими правовыми актами, а именно: до 15 марта 1948 года в отношении Болгарии (пункт 7 статьи 22 Мирного договора с Болгарией), Венгрии (пункт 7 статьи 24 Мирного договора с Венгрией), Италии (пункт 6 статьи 75 Мирного договора с Италией), Румынии (пункт 7 статьи 23 Мирного договора с Румынией); до 15 сентября 1948 года в отношении Финляндии (пункт 2 статьи 25 Мирного договора с Финляндией); до 1 февраля 1950 года в отношении Германии в порядке, установленном Советом Министров СССР. | ―                           | ст. 8 (часть 2) ст. 35 ст. 55 (часть 3) ст. 62 (часть 3) | Статья 8 Перемещённые культурные ценности, не подпадающие под действие статей 6 и 7 настоящего Федерального закона Под действие статей 6 и 7 настоящего Федерального закона не подпадают следующие перемещённые культурные ценности: 1) культурные ценности заинтересованных государств, насильственно изъятые и незаконно вывезенные с их территорий бывшими неприятельскими государствами. |
| 4  | статьи 9 и 10 (начало исчисления срока для заявления претензий) | Статья 9 Условия передачи заинтересованным государствам культурных ценностей, подпадающих под действие статьи 8 настоящего Федерального закона 1. Культурные ценности, которые указаны в подпунктах 1, 2 и 3 статьи 8 настоящего Федерального закона и в отношении которых заинтересованное государство в течение 18 месяцев со дня вступления в силу настоящего Федерального закона заявит претензию об их возврате, а также представит доказательства того, что эти ценности подпадают под действие соответствующего подпункта (подпунктов) статьи 8 настоящего Федерального закона, и при этом официально подтвердит, что оно не получило за эти ценности паушального возмещения от Германии или другого бывшего неприятельского государства, подлежат передаче заинтересованному государству на условиях, предусмотренных статьёй 18 настоящего Федерального закона. Правомочия, предусмотренные абзацем 1 пункта 1 настоящей статьи, может использовать любое заинтересованное государство, которое предоставит Российской Федерации на основе принципа взаимности не менее благоприятные правовые условия для возврата той части разграбленных бывшими неприятельскими государствами культурных ценностей Российской Федерации, которые находятся или могут оказаться в будущем на территории указанного заинтересованного государства и в отношении которых Союз ССР заявлял реституционные требования. 2. Все перемещённые культурные ценности, которые указаны в подпунктах 1, 2 и 3 статьи 8 настоящего Федерального закона и в отношении которых заинтересованные государства в течение 18 месяцев со дня вступления в силу настоящего Федерального закона не заявили претензий о возврате и не представили согласно упомянутым подпунктам статьи 8 настоящего Федерального закона доказательств, становятся федеральной собственностью. Статья 10 Условия передачи бывшим неприятельским государствам культурных ценностей, указанных в подпунктах 2 и 3 статьи 8 настоящего Федерального закона 1. Культурные ценности, которые указаны в подпунктах 2 и 3 статьи 8 настоящего Федерального закона и в отношении которого бывшее неприятельское государство в течение 18 месяцев со дня вступления в силу настоящего Федерального закона заявит претензию об их возврате и представит доказательства того, что эти ценности подпадают под действие пункта 2 и(или) подпункта 3 статьи 8 настоящего Федерального закона, могут быть переданы по принадлежности государству, заявившему претензию, на условиях, предусмотренных статьёй 18 настоящего Федерального закона. Правомочия, предусмотренные абзацем 1 пункта 1 настоящей статьи, может использовать то из бывших неприятельских государств, которое примет специальные законодательные меры по обеспечению выполнения своей обязанности по безвозмездному возврату Российской Федерации её культурных ценностей, разграбленных и незаконно вывезенных бывшими неприятельскими государствами и находящихся или могущих оказаться в будущем на территории указанного бывшего неприятельского государства. 2. Все перемещённые культурные ценности, которые указаны в подпунктах 2 и 3 статьи 8 настоящего Федерального закона и в отношении которых соответствующее бывшее неприятельское государство в течение 18 месяцев со дня вступления в силу настоящего Федерального закона не заявило претензий и не представило требуемых согласно упомянутым подпунктам статьи 8 настоящего Федерального закона доказательств, становятся федеральной собственностью. | ―                           | статья 19 (часть 1 и 2) статья 45 (часть 1) статья 8 (часть 2) статья 35 статья 46 (часть 1) статья 62 (часть 3) | Статья 9. Условия передачи заинтересованным государствам культурных ценностей, подпадающих под действие статьи 8 настоящего Федерального закона 1. Культурные ценности, в отношении которых заинтересованное государство заявит претензию об их возврате, а также представит доказательства того, что эти ценности подпадают под действие соответствующего подпункта (подпунктов) статьи 8 настоящего Федерального закона, и при этом официально подтвердит, что оно не получило за эти ценности паушального возмещения от Германии или другого бывшего неприятельского государства, подлежат передаче заинтересованному государству на условиях, предусмотренных статьёй 18 настоящего Федерального закона. Такая претензия в отношении точно обозначенных культурных ценностей (точно обозначенной культурной ценности) может быть заявлена заинтересованным государством в любое время, как только ему станет известно, что эти ценности (эта ценность) находятся (находится) на территории Российской Федерации, однако не позднее 18 месяцев со дня опубликования федеральным органом исполнительной власти, на который Правительством Российской Федерации возложено государственное регулирование в области сохранения культурных ценностей, сведений об этих ценностях (этой ценности) в источнике информации, установленном Правительством Российской Федерации. Правомочия, предусмотренные абзацем первым пункта 1 настоящей статьи, может использовать любое заинтересованное государство, которое предоставит Российской Федерации на основе принципа взаимности не менее благоприятные правовые условия для возврата той части разграбленных бывшими неприятельскими государствами культурных ценностей Российской Федерации, которые находятся или могут оказаться в будущем на территории указанного заинтересованного государства. 2. Претензии, предусмотренные в пункте 1 настоящей статьи, не заявленные в срок, указанный в данном пункте, к рассмотрению не принимаются, что не лишает физических и юридических лиц заинтересованного государства права искать удовлетворения своих претензий в судебном порядке в сроки, определённые законодательством Российской Федерации. 3. Перемещённые культурные ценности, подпадающие под действие статьи 8 настоящего Федерального закона, не востребованные заинтересованным государством в порядке и на условиях, установленных настоящим Федеральным законом, либо физическими или юридическими лицами указанного государства на основе вступившего в силу судебного решения, зачисляются в специальный фонд (реестр) культурных ценностей, предназначенных для обмена на культурные ценности Российской Федерации, разграбленные бывшими неприятельскими государствами в период Второй мировой войны и находящиеся на территории государства, не востребовавшего свои культурные ценности. Положение о специальном фонде (реестре) культурных ценностей, указанном в настоящем пункте, утверждается уполномоченным Правительством Российской Федерации федеральным органом исполнительной власти. Статья 10 Условия передачи бывшим неприятельским государствам культурных ценностей, указанных в подпунктах 2 и 3 статьи 8 настоящего Федерального закона 1. Культурные ценности, которые указаны в подпунктах 2 и 3 статьи 8 настоящего Федерального закона и в отношении которых бывшее неприятельское государство заявит претензию об их возврате и представит доказательства того, что эти ценности подпадают под действие подпункта 2 и (или) подпункта 3 статьи 8 настоящего Федерального закона, могут быть переданы по принадлежности государству, заявившему претензию, на условиях, предусмотренных статьёй 18 настоящего Федерального закона. Такая претензия относительно точно обозначенных культурных ценностей (точно обозначенной культурной ценности) может быть заявлена бывшим неприятельским государством в любое время, как только ему станет известно, что эти ценности (эта ценность) находятся (находится) на территории Российской Федерации, однако не позднее 18 месяцев со дня опубликования федеральным органом исполнительной власти, на который Правительством Российской Федерации возложено государственное регулирование в области сохранения культурных ценностей, сведений об этих ценностях (этой ценности) в источнике информации, установленном Правительством Российской Федерации. Правомочия, предусмотренные абзацем первым пункта 1 настоящей статьи, может использовать то из бывших неприятельских государств, которое примет специальные законодательные меры по обеспечению выполнения своей обязанности по безвозмездному возврату Российской Федерации её культурных ценностей, разграбленных и незаконно вывезенных бывшими неприятельскими государствами и находящихся или могущих оказаться в будущем на территории указанного бывшего неприятельского государства. 2. Претензии, предусмотренные в пункте 1 настоящей статьи, не заявленные в срок, указанный в данном пункте, к рассмотрению не принимаются, что не лишает физических и юридических лиц бывших неприятельских государств права искать удовлетворения своих претензий в судебном порядке в сроки, определённые законодательством Российской Федерации. 3. Перемещённые культурные ценности, указанные в подпунктах 2 и 3 статьи 8 настоящего Федерального закона, не востребованные бывшими неприятельскими государствами в порядке и на условиях, установленных настоящим Федеральным законом, а также физическими или юридическими лицами указанных государств на основе вступившего в силу судебного решения, становятся федеральной собственностью, что не лишает лиц, указанных в подпункте 3 статьи 8 настоящего Федерального закона, права требовать компенсации причинённого им ущерба в соответствии с действующим законодательством бывшего неприятельского государства — причинителя ущерба. |
| 5  | Статья 16 (пункты 1 и 2) | Статья 16 Полномочный федеральный орган исполнительной власти в сфере культуры, искусства и кинематографии 1. Подготовка решений по вопросам, касающимся прав собственности на перемещённые культурные ценности, возлагаются на полномочный федеральный орган исполнительной власти в сфере культуры, искусства и кинематографии (далее — федеральный орган). 2. На федеральный орган возлагаются также следующие функции: - контроль за учётом и ведение электронной базы данных всех перемещённых культурных ценностей, опубликование сведений о них и ведение реестра культурных ценностей, предназначенных для обмена, указанного в пункте 3 статьи 9 настоящего Федерального закона; - рассмотрение претензий иностранных государств и ходатайств иностранных граждан, предусмотренных соответственно статьёй 18 и статьёй 19 настоящего Федерального закона, подготовка решений по этим претензиям и принятие решений по этим ходатайствам; - распределение перемещённых культурных ценностей между учреждениями культуры в целях реального обращения этих ценностей на возмещение ущерба, понесённого этими учреждениями культуры в результате разграбления и уничтожения их имущества войсками бывших неприятельских государств; - решение спорных вопросов между учреждениями культуры относительно распределения между ними перемещённых культурных ценностей; - определение категорий перемещённых культурных ценностей, не подлежащих передаче иностранным государствам, международным организациям и (или) вывозу из Российской Федерации, а также режима их хранения; - выдача учреждениям культуры разрешений на осуществление предусмотренного статьёй 13 настоящего Федерального закона права на использование дубликатов перемещённых культурных ценностей для культурного обмена с иностранными учреждениями и организациями; - абзац утратил силу; - представление совместно с Министерством иностранных дел Российской Федерации или по согласованию с ним Правительству Российской Федерации предложений о проведении переговоров, касающихся перемещённых культурных ценностей; - федеральный государственный контроль (надзор) за сохранностью и учётом культурных ценностей, перемещённых в Союз ССР в результате Второй мировой войны и находящихся на территории Российской Федерации. | +                           | | |
| 6  | статья 16 (пункты 3 и 4) | Статья 16 (пункты 3 и 4) 3. Решения федерального органа, принятые в соответствии с его функциями и полномочиями, определёнными настоящей статьёй, являются обязательными. Решения федерального органа могут быть обжалованы в судебном порядке в соответствии с законодательством Российской Федерации. Решение, не обжалованное в установленный законодательством Российской Федерации срок, считается вступившим в силу и может быть изменено новым решением федерального органа. Правительство Российской Федерации может отменить решение федерального органа или приостановить его исполнение. 4. В качестве коллегиального совещательного органа создаётся Межведомственный совет по вопросам культурных ценностей, перемещённых в результате Второй мировой войны. Председателем Межведомственного совета по вопросам культурных ценностей, перемещённых в результате Второй мировой войны, является руководитель федерального органа. | +                           | | |
| 7  | статья 18 (пункт 1) | Статья 18 Претензии иностранных государств на перемещённые культурные ценности 1. Претензии на перемещённые культурные ценности, указанные в подпунктах 1, 2 и 3 статьи 8 настоящего Федерального закона, могут быть заявлены правительством государства, заявившего о претензии на эти ценности, только Правительству Российской Федерации; претензии физических и юридических лиц, муниципальных органов, общественных и иных организаций и объединений к рассмотрению не принимаются. Претензия подаётся в Правительство Российской Федерации правительством государства, заявившего претензию, на государственном языке Российской Федерации. | +                           | | |
| 8  | Статья 18 (пункты 2 и 3) | Статья 18 (пункты 2 и 3) 2. Передача государству, заявившему претензию, перемещённой культурной ценности осуществляется на основе федерального закона Федеральный закон о передаче перемещённой культурной ценности принимается на основе законопроекта, вносимого Правительством Российской Федерации по согласованию с органом государственной власти субъекта Российской Федерации, на территории которого находится региональное отделение культуры, осуществляющее оперативное управление данной культурной ценностью. 3. Без принятия соответствующего федерального закона перемещённая культурная ценность не может быть предметом передачи, дарения, обмена или любого другого отчуждения в пользу каких-либо государств, организаций или отдельных лиц. | ―                           | статья 10 статья 110 (часть 1) статья 114 (пункт "г" части 1) | Статья 18. Претензии иностранных государств на перемещённые культурные ценности 2. Передача государству, заявившему претензию, перемещённой культурной ценности, имеющей уникальный характер, особо важное историческое, художественное, научное или иное культурное значение, осуществляется на основе федерального закона. Проект федерального закона о передаче перемещённой культурной ценности вносится в Государственную Думу Федерального Собрания Российской Федерации Правительством Российской Федерации по согласованию с органом государственной власти субъекта Российской Федерации, на территории которого находится региональное учреждение культуры, осуществляющее оперативное управление данной культурной ценностью. Критерии и порядок отнесения перемещённых культурных ценностей к культурным ценностям, имеющим уникальный характер, особо важное историческое, художественное, научное или иное культурное значение, либо к культурным ценностям, не имеющим такого характера и значения, утверждаются Правительством Российской Федерации. Передача государству, заявившему претензию, перемещённой культурной ценности, не имеющей уникального характера, особо важного исторического, художественного, научного или иного культурного значения, осуществляется на основе постановления, издаваемого Правительством Российской Федерации, после согласования с органом государственной власти субъекта Российской Федерации, на территории которого находится региональное учреждение культуры, осуществляющее оперативное управление данной культурной ценностью, а также после уведомления палат Федерального Собрания Российской Федерации. Постановление Правительства Российской Федерации вступает в силу со дня его официального опубликования. 3. Без принятия соответствующего федерального закона или постановления Правительства Российской Федерации перемещённая культурная ценность не может быть предметом передачи, дарения, обмена или любого другого отчуждения в пользу каких-либо государств, организаций или отдельных лиц. |
| 9  | закон в целом по порядку принятия Государственной думой | | ~                           | В жалобе Президента РФ говорилось, что в зале для голосования отсутствовали 20 депутатов, которые числились как проголосовавшие. Необходимого квалифицированного большинства в 300 депутатов для преодоления вето Президента РФ на пленарном заседании не присутствовало. Совет Федерации, по мнению Президента России, одобрил непринятый закон. Конституционный суд хотя и признал нарушение регламентной нормы, но отметил, что такая практика голосования по чужой карточке ― сложившаяся практика принятия законов. Об этом свидетельствует и то основание, что голосование за отсутствующих депутатов признавалось всеми участниками законодательного процесса, в том числе и Президентом России. Никогда результаты голосования не были оспорены кем-либо из депутатов, отсутствующих на заседании, но зарегестрированных в качестве проголосовавших. Это означает, что воля отсутствующих депутатов не была нарушена, несмотря на процессуальные нарушения. В контексте сложившейся практики голосования порядок процедурного принятия Закона о реституции не вызывает сомнения. Кроме того, признав данное положение противоречащим Конституции РФ Конституционный суд подорвал бы стабильность законодательного процесса, ведь юридическая сила всех предыдущих законодательных актов тогда поставилась бы под сомнение, что противоречило бы цели данного суда ― быть защитником Конституции Российской Федерации. Поэтому, признавая, что процессуальные нормы депутатами были нарушены, Конституционный суд воздерживается от оценки законности законотворческой процедуры, признавая конституционными результаты голосования за преодоление вето Президента РФ: 308 15 8 | |
| 10 | закон в целом по порядку принятия Советом Федерации | | +                           | Президент РФ также посчитал, что голосование опросными листами противоречит Конституции РФ, так как эта форма не исключает заочного голосования. В то же время данное решение должно было приниматься Советом Федерации очно, на его пленарном заседании. Конституционный суд РФ постановил, что процедура голосования проходила в соответствии с регламентными нормами, которые устанавливались с учётом особенностей деятельности Совета Федерации и специфики его состава. Сенаторы не всегда могут по объективным причинам участвовать в заседании палаты. Форма голосования опросными листами позволяет определить волеизъявление каждого члена этой палаты и общее число сенаторов, поддержавших Закон о реституции. Счётная комиссия принимала опросные листы в период с 16 апреля до даты подведения итогов голосования ― 14 мая 1997 года. Данная процедура соотносится с регламентом Совета Федерации и Конституцией РФ. | |

## Содержание закона
|  | В Викитеке есть полный текст: Федеральный закон от 17.04.2002 № 37-ФЗ |

|  | В Викитеке есть полный текст: Федеральный закон от 03.04.2008 № 42-ФЗ |

## Критика закона
Закон подвергается регулярной критике со стороны европейских юристов и культурных деятелей.
Венгерский юрист Йожеф Гехер в своей статье сопоставляет российский закон о реституции с актами международного права и находит ряд противоречий. В частности, были найдены несоответствия с Конвенцией IV мирной Гаагской конференции.
Российский закон нарушает также, по мнению Гехера, международную конвенцию, а именно статью 1 Первого протокола «Конвенции о защите прав и основных свобод человека», которая гласит:
«Любое физическое или юридическое лицо имеет право на мирное распоряжение своей собственностью. Никто не может быть лишен своей собственности иначе как в интересах общества и согласно положениям закона и общим принципам международного права».
Объявление культурных ценностей государственной собственностью, согласно российскому Закону, было воспринято Европейским судом по правам человека как акт национализации.
Курт Зирт, заместитель редактора «Международного журнала по культурной собственности», заявил:
«Советский Союз все-таки знал о своих обязательствах и вернул сокровища Дрезденской галереи. Демократическая же Россия намеревается заново конфисковать то, что было захвачено 50 лет назад, и уже выставила некоторые сокровища, которые долгое время были скрыты от людских глаз, хотя у неё не было никаких оснований действовать подобно вору.»
Споры и дискуссии вокруг судьбы перемещенных культурных ценностей не прекращаются и по сей день.
В 2018 году правительство Ангелы Меркель в ответ на парламентский запрос депутатов Бундестага Германии заявило, что «вывоз культурных ценностей из Германии в СССР был осуществлен в нарушение международного права. Консультации по этому вопросу приостановлены в связи с аннексией Крыма в 2014 году.»
Но, всё же, главным препятствием для диалога является так называемый закон «О трофейном искусстве» (под таким названием в Германии известен закон о реституции культурных ценностей).
Многим советским республикам была возвращена лишь часть потерянных во время войны культурных ценностей.
Так, БССР после войны было возвращено всего 182 ящика с вывезенными культурными ценностями (3491 единица), из которых 108 ящиков содержали археологический материал Академии наук БССР. Это не сопоставимо с тем, какой огромный ущерб культурному достоянию республики был причинен агрессией фашистской Германии.
В то же время множество объектов культурного наследия республик было смешано с культурными ценностями, которые возвращались в порядке реституции (в том числе и компенсаторной реституции) в РСФСР. Большинство из этих ценностей размещались в запасниках Эрмитажа, Третьяковской галереи, Государственного музея изобразительных искусств им. А. С. Пушкина и других учреждений, где по некоторым данным находятся и по сегодняшний день. Всё это крайне осложняет реализацию седьмой статьи данного Закона.